# 库木巴希乡
库木巴希乡，是中华人民共和国新疆维吾尔自治区阿克苏地区阿克苏市下辖的一个乡镇级行政单位。

## 行政区划
库木巴希乡下辖以下地区：
巴什巴格村、巴格万村、拍来其村、阿克艾日克村、托帕克阿热勒村、尤喀克喀日纳斯村、索勒尕依村、托万克喀拉纳斯村、阔什艾日克村、尤喀克玉特其村、托万玉特其村、塔尕尔其村、阿亚克巴格其村和阿热买里村。